# 13915 Ялоу
13915 Ялоу (13915 Yalow) — астероїд головного поясу, відкритий 27 травня 1982 року.
Тіссеранів параметр щодо Юпітера — 3,298.
Названо на честь Розалін Сасмен Ялоу (англ. Rosalyn Sussman Yalow, 1921 — 2011) — американського біофізика. Отримала Нобелівську премію з медицини у 1977 році «За розвиток радіоімунологічних методів визначення пептидних гормонів».